# Ocypode fabricii
Ocypode fabricii is een krabbensoort uit de familie van de Ocypodidae. De wetenschappelijke naam van de soort werd in 1837 voor het eerst geldig gepubliceerd door Henri Milne-Edwards.